# 中村晴吉
中村 晴吉（なかむら はるよし）は、日本の俳優、スーツアクター。エキストラ会社大塚組に所属していた。

## 人物
主に『ウルトラQ』『ウルトラマン』『ウルトラセブン』に怪獣役で出演。『快獣ブースカ』のブースカや『ウルトラQ』のカネゴン役で知られる。
『ウルトラQ』第15話「カネゴンの繭」でカネゴンの口の中にアクターである彼の顔が見えるシーンがあり、ブルドーザーからカネゴンが投げ出される際に、カネゴンの頭が取れるというシーンがある。
大塚組に所属していた佐藤裕彦は、親分肌で面倒見の良い人物であったと証言している。また厳しくもあり、東宝内で「軍曹」と呼ばれていた。石原裕次郎に対し「挨拶がない」と説教したこともあるという。
中村は主役であることからブースカ役を張り切っており、動物園で動物の動きを研究したり、身体を鍛えるなどしていた。榎本健一に憧れていたことから喜劇的な動きでは活き活きしていたといい、「シオシオのパー」などの動きも自身で考えていた。

## 出演

### テレビドラマ
- ウルトラQ（1966年）
  - 第7話（制作第27話）「SOS富士山」 - 岩石怪獣ゴルゴス[1][3]
  - 第10話（制作第28話）「地底超特急西へ」 - 人工生命 M1号[1][4]
  - 第15話（制作第20話）「カネゴンの繭」 - コイン怪獣カネゴン[1][5]
  - 第26話（制作第18話）「燃えろ栄光」 - 深海怪獣ピーター[1][6]
- ウルトラマン（1966年）
  - 第5話「ミロガンダの秘密」 - 怪奇植物グリーンモンス[1][7]
  - 第7話「バラージの青い石」 - 磁力怪獣アントラー ※ノンクレジット[8]
  - 第19話「悪魔はふたたび」 - 青色発砲怪獣アボラス[1][9]
- 快獣ブースカ（1966年 - 1967年） - ブースカ [1]
- ウルトラセブン
  - 第12話「遊星より愛をこめて」（1967年） - 吸血宇宙人スペル星人[1][10] ※現在欠番
  - 第14話「ウルトラ警備隊西へ 前編」・第15話「ウルトラ警備隊西へ 後編」（1968年） - 宇宙ロボット キングジョー[1][11]
  - 第16話「闇に光る目」（1968年） - 岩石宇宙人アンノン[1][12]
  - 第19話「プロジェクト・ブルー」（1968年） - 宇宙帝王バド星人[1][13]
- 渥美清の泣いてたまるか 第66話「おゝ怪獣日本一」（1968年） - 怪獣スーツアクター

### 映画
- 緯度0大作戦（1969年） - 巨大ネズミ[1]
- ゲゾラ・ガニメ・カメーバ 決戦!南海の大怪獣（1970年） - カメーバ[1]